# Калиново
Калиново (на гръцки: Σουλτογιανναίικα, Султоянейка, до 1927 година Καλίνοβο, Калиново) е село в Република Гърция, дем Кукуш, област Централна Македония.

## География
Селото е разположено северозападно от Кукуш (Килкис).

## История

### В Османската империя
През XIX век Калиново е село в казата Аврет Хисар (Кукуш) на Османската империя, чифлик собственост на братя Султояни. Според „Етнография на вилаетите Адрианопол, Монастир и Салоника“, издадена в Константинопол в 1878 година и отразяваща статистиката на населението от 1873 година, в Калиново (Calinovo) има 100 домакинства и 60 жители мюсюлмани, 430 българи и 25 цигани. Според статистиката на Васил Кънчов („Македония. Етнография и статистика“) в 1900 година Калиново има 320 жители българи християни, 45 турци и 120 цигани.
В Калиново пуска корени кукушката уния, но в 1900 година селото се отказва от нея и става екзархийско. Българският търговски агент в Солун Атанас Шопов и секретарят на агентството Недялко Колушев пишат:
| „ | Не е истина, че селата Алексово и Рошлово (Доганджий) са се отказали от унията по причина на преследвания и терор от страна на някакви си разбойнически чети; отказванието на тия две села, тъй и на селата Беглерия и Калиново е станало по причина, че български черковни власти са запретили на православните българи да се сродяват, т.е. да вземат или да дават моми от и на униатите, да им венчават и кръщават или да приемат от тях кърстници и кумове и пр. А не трябва да се изпуска от предвид, че всичките села в каазата, цялото население е българско православно, само в казаните четири села е имало 10-15 униатски къщи. | “ |

Населението на селото е под върховенството на Българската екзархия. По данни на секретаря на Екзархията Димитър Мишев („La Macédoine et sa Population Chrétienne“) в 1905 година Калиново (Kalinovo) е село в Кукушка каза с 432 души българи екзархисти като в него функционира българско училище.
На 27 юни 1901 година Андон Кьосето заедно със секретаря си Ташко Мицев и четниците Христо Гонов Кюрюшев от Стояково, Дино Крондирски, Кара Васил и Трайчо Шереметлийски от Шереметлия отсядат в Калиново. Предадени са от Христо Пецкови и на 28 юни четата е обградена в къщата на дядо Дончо от войска от Дойран и Кукуш. Четата пробива с щурм обръча, но тежко ранените в краката Ташо Мицов и Христо Кюрюшев се връщат в къщата и се сражават цяла нощ и през деня на 29 юни, когато в 5 следобед войската запалва къщата и двамата загиват. Турците дават доста убити войници, както и 5 души башибозук, сред които и субашията от Чугунци Ешрев. Ръководителят на калиновския комитет на ВМОРО Дино Панов Захов е принуден да стане нелегален в четата на Григор Тотев, а брат му Мицо – в четата на Андон Кьосето. На 20 октомври Дино Караколев от Драгомирци по заповед на Григор Тотев изпълнява смъртната присъда над предателя Пецков. Двамата изгорели четници са погребани в Калиново в присъствието на много хора.
При избухването на Балканската война в 1912 година десет души от Калиново са доброволци в Македоно-одринското опълчение.
През Междусъюзническата война тук се провежда битка между български и гръцки войски.

### В Гърция
След Междусъюзническата война в 1913 година Калиново попада в Гърция. Боривое Милоевич пише в 1921 година („Южна Македония“), че Калиново има 50 къщи славяни християни.
Преброявания
- 2001 година – 88 души
- 2011 година – 36 души

## Личности
Родени в Калиново
- Ванчо Митров (1888 – ?), македоно-одрински опълченец, Кукушката чета[9]
- Глигор Мицев (Григор, 1888/1889 – ?), македоно-одрински опълченец, Кукушката чета, 1 рота на 14 воденска дружина[10]
- Гоне Дончев – Калински (1868 - след 1943), деец на ВМОРО, четник на Кръстьо Асенов в 1903 година[11]
- Гоно Проданов, български просветен деец, учител в 1901 година в Калиново, заточен след Солунската афера в Бодрум кале[12]
- Данаил Лазаров (1892 – 1973), македоно-одрински опълченец, Кукушката чета,[13] починал в София[14]
- Дионис Лазаров (1891 – ?), македоно-одрински опълченец, 1 рота на 14 воденска дружина[15]
- Иван Димитров Терзиев (1888 – ?), македоно-одрински опълченец, Кукушката чета, 4 рота на 14 воденска дружина[16]
- Костантин (Дино) Панов Захов – Калински (1872/4 – ?), български революционер, деец на ВМОРО, македоно-одрински опълченец
- Лефтер Гонов (1884/1886 – ?), македоно-одрински опълченец, Кукушката чета, 1 рота на 14 воденска дружина[17]
- Манол Калински, деец на ВМОРО, четник на Кръстьо Асенов в 1903 година[11]
- Мицо Панов Захов – Калински, български революционер, деец на ВМОРО
- Ст. Митрев, македоно-одрински опълченец, Сборна партизанска рота на МОО[18]
- Туше Георгиев (1889 – ?), македоно-одрински опълченец, 3 солунска дружина, носител на бронзов медал[19]

Починали в Калиново
- Добри Драгнев Стефанов, български военен деец, поручик, загинал през Междусъюзническа война[20]
- Ташко Мицев (1876 – 1901), войвода на ВМОРО, изгорял жив на 29 юни 1901 година в Калиново[21]
- Христо Гонов Кюрюшев (? – 1901), български революционер от Стояково, четник на ВМОРО, изгорял жив на 29 юни 1901 година в Калиново[21]